# Souvanna Phouma
Đây là một tên người Lào; họ tên được viết theo thứ tự tên trước, họ sau: họ là Phouma.
Souvanna Phouma (7 tháng 10 năm 1901-10 tháng 1 năm 1984) là một lãnh đạo của phe trung lập và là thủ tướng của Vương quốc Lào nhiều lần từ năm 1951 - 1952, 1956 - 1958, 1960 và 1962 - 1975.
Souvanna Phouma sinh ra trong một gia đình phó vương Luang Prabang, cháu của vua Sisavang Vong của Lào, được giáo dục theo chương trình Pháp tại Hà Nội, Paris và Grenoble, nơi ông tốt nghiệp kiến trúc và kỹ thuật công trình. Ông đã trở về quê hương năm 1931, kết hôn với Aline Claire Allard, con gái của một gia đình cha là người Pháp mẹ là người Lào.
Souvanna Phouma, cùng với anh là hoàng thân Phetsarath Rattanavongsa và em cùng cha khác mẹ là hoàng thân Souphanouvong đã tham gia vào chính trị Lào vào khoảng cuối cuộc Thế chiến II, thời điểm mà Issara Lào đã được thành lập để chống lại sự đô hộ của Pháp.